# Automeris gradli
Automeris gradli är en fjärilsart som beskrevs av Sageder. 1939. Automeris gradli ingår i släktet Automeris och familjen påfågelsspinnare. Inga underarter finns listade i Catalogue of Life.